# Giải bóng đá U-19 Quốc gia 2015
Giải bóng đá U19 Quốc gia Việt Nam 2015 có tên gọi chính thức là Giải bóng đá U19 Quốc gia Việt Nam - Cúp Tôn Hoa Sen 2015 là mùa giải thứ 10 do VFF tổ chức và Công ty Cổ Phần Tập đoàn Hoa Sen tài trợ. Giải đấu này diễn ra theo hai giai đoạn, vòng loại sẽ khởi tranh từ ngày 8/1/2015 và kết thúc vào ngày 1/2/2015. Vòng chung kết diễn ra từ 12/3 đến ngày 21/3/2015.

## Điều lệ
20 đội bóng chia thành bốn Bảng:
- Bảng A: do Công ty cổ phần thể thao T&T đăng cai Lượt đi và Trung tâm đào tạo bóng đá Viettel đăng cai Lượt về, gồm 5 đội: Công an Nhân dân, Hà Nội T&T, Thanh Hóa, Than Quảng Ninh, Viettel.
- Bảng B: do Đoàn bóng đá Thừa Thiên Huế đăng cai tổ chức, gồm 5 đội: Bình Định, Sanna Tech Land Khánh Hòa, SHB Đà Nẵng, Sông Lam Nghệ An, Thừa Thiên Huế.
- Bảng C: do Trung tâm TDTT Thống Nhất đăng cai tổ chức, gồm 5 đội: Becamex Bình Dương, Bình Phước, Đăk Lăk, Lâm Đồng, Thành phố Hồ Chí Minh.
- Bảng D: do CLB bóng đá Đồng Tâm Long An đăng cai tổ chức, gồm 5 đội: An Giang, Đồng Tháp, Long An, Quỹ đầu tư và phát triển tài năng bóng đá Việt Nam (PVF), XSKT Cần Thơ.

Các Đội bóng thi đấu vòng tròn hai lượt (lượt đi - lượt về) tại địa phương đăng cai, tính điểm xếp hạng tại mỗi Bảng, chọn 04 đội xếp thứ Nhất, 04 đội xếp thứ Nhì ở bốn Bảng vào Vòng chung kết.
Vòng chung kết sẽ là cuộc đua tài của 08 Đội bóng, bao gồm: 04 đội xếp thứ Nhất, 04 đội xếp thứ Nhì ở bốn Bảng và được chia thành 2 Nhóm A và B, 4 đội/nhóm thi đấu vòng tròn một lượt, chọn 2 đội đứng đấu mỗi Nhóm vào thi đấu Bán kết. Hai đội thua Bán kết đồng xếp Hạng Ba, hai đội thắng Bán kết sẽ thi đấu trận Chung kết.

## Thời gian thi đấu
- Vòng loại:
  - Lượt đi: từ ngày 8/1 - 18/1/2015
  - Lượt về: từ ngày 22/1 - 1/2/2015
- Vòng chung kết:
  - Thời gian: Từ ngày 12 - 21/3/2015
  - Địa điểm: Sân vận động Vinh - Thành phố Vinh - Tỉnh Nghệ An.[3]

## Vòng loại

### Bảng A
Tất cả các trận đấu đều diễn ra trên sân của Trung tâm bóng đá Câu lạc bộ bóng đá Hà Nội.
| Lượt đi | Lượt đi   | Lượt đi | Lượt đi | Trận             | Trận | Trận             | Lượt về | Lượt về | Lượt về   | Lượt về |
| ------- | --------- | ------- | ------- | ---------------- | ---- | ---------------- | ------- | ------- | --------- | ------- |
| Lượt    | Ngày      | Giờ     | Tỷ số   | Đội              |      | Đội              | Tỷ số   | Giờ     | Ngày      | Lượt    |
| Vòng 1  | 8/1/2015  | 13h00   | 3-0     | Viettel          | -    | Thanh Hóa        | 4-1     | 13h00   | 24/1/2015 | Vòng 7  |
| Vòng 1  | 8/1/2015  | 15h00   | 2-2     | Hà Nội T&T       | -    | Công an Nhân dân | 3-2     | 15h00   | 1/2/2015  | Vòng 10 |
| Vòng 2  | 10/1/2015 | 13h00   | 2-3     | Thanh Hóa        | -    | Hà Nội T&T       | 1-2     | 15h00   | 29/1/2015 | Vòng 9  |
| Vòng 2  | 10/1/2015 | 15h00   | 0-1     | Than Quảng Ninh  | -    | Viettel          | 1-0     | 15h00   | 1/2/2015  | Vòng 10 |
| Vòng 3  | 13/1/2015 | 13h00   | 1-0     | Viettel          | -    | Công an Nhân dân | 2-2     | 15h00   | 29/1/2015 | Vòng 9  |
| Vòng 3  | 13/1/2015 | 15h00   | 2-0     | Thanh Hóa        | -    | Than Quảng Ninh  | 0-1     | 13h00   | 22/1/2015 | Vòng 6  |
| Vòng 4  | 15/1/2015 | 13h00   | 2-1     | Than Quảng Ninh  | -    | Hà Nội T&T       | 1-4     | 13h00   | 27/1/2015 | Vòng 8  |
| Vòng 4  | 15/1/2015 | 15h00   | 1-2     | Công an Nhân dân | -    | Thanh Hóa        | 1-2     | 15h00   | 27/1/2015 | Vòng 8  |
| Vòng 5  | 18/1/2015 | 13h00   | 1-1     | Công an Nhân dân | -    | Than Quảng Ninh  | 2-1     | 15h00   | 24/1/2015 | Vòng 7  |
| Vòng 5  | 18/1/2015 | 15h00   | 1-1     | Hà Nội T&T       | -    | Viettel          | 1-1     | 15h00   | 22/1/2015 | Vòng 6  |

| Thư tự | Đội              | Trận | Thắng | Hòa | Thua | Hiệu số | Điểm |
| 1      | Viettel          | 8    | 4     | 3   | 1    | 13-6    | 15   |
| 2      | Hà Nội T&T       | 8    | 4     | 3   | 1    | 17-12   | 15   |
| 3      | Than Quảng Ninh  | 8    | 3     | 1   | 4    | 7-11    | 10   |
| 4      | Thanh Hóa        | 8    | 3     | 0   | 5    | 10-15   | 9    |
| 5      | Công an Nhân dân | 8    | 1     | 3   | 4    | 11-14   | 6    |

### Bảng B
Tất cả các trận đấu đều diễn ra trên Sân vận động Tự Do ở Huế.
| Lượt đi | Lượt đi   | Lượt đi | Lượt đi | Trận               | Trận | Trận               | Lượt về | Lượt về | Lượt về   | Lượt về |
| ------- | --------- | ------- | ------- | ------------------ | ---- | ------------------ | ------- | ------- | --------- | ------- |
| Lượt    | Ngày      | Giờ     | Tỷ số   | Đội                |      | Đội                | Tỷ số   | Giờ     | Ngày      | Lượt    |
| Vòng 1  | 8/1/2015  | 14h00   | 1-1     | SHB Đà Nẵng        | -    | Bình Định          | 2-1     | 16h00   | 29/1/2015 | Vòng 9  |
| Vòng 1  | 8/1/2015  | 16h00   | 4-2     | Thừa Thiên Huế     | -    | Sanatech Khánh Hòa | 1-2     | 16h00   | 1/2/2015  | Vòng 10 |
| Vòng 2  | 10/1/2015 | 14h00   | 2-1     | Bình Định          | -    | Thừa Thiên Huế     | 0-3     | 16h30   | 22/1/2015 | Vòng 6  |
| Vòng 2  | 10/1/2015 | 16h00   | 6-2     | Sông Lam Nghệ An   | -    | SHB Đà Nẵng        | 0-2     | 16h00   | 27/1/2015 | Vòng 8  |
| Vòng 3  | 13/1/2015 | 14h00   | 1-2     | SHB Đà Nẵng        | -    | Sanatech Khánh Hòa | 2-1     | 14h00   | 22/1/2015 | Vòng 6  |
| Vòng 3  | 13/1/2015 | 16h00   | 0-2     | Bình Định          | -    | Sông Lam Nghệ An   | 0-0     | 14h00   | 1/2/2015  | Vòng 10 |
| Vòng 4  | 15/1/2015 | 14h00   | 2-3     | Sông Lam Nghệ An   | -    | Thừa Thiên Huế     | 0-2     | 14h00   | 29/1/2015 | Vòng 9  |
| Vòng 4  | 15/1/2015 | 16h00   | 2-1     | Sanatech Khánh Hòa | -    | Bình Định          | 2-0     | 14h00   | 27/1/2015 | Vòng 8  |
| Vòng 5  | 18/1/2015 | 14h00   | 0-1     | Sanatech Khánh Hòa | -    | Sông Lam Nghệ An   | 1-2     | 16h00   | 24/1/2015 | Vòng 7  |
| Vòng 5  | 18/1/2015 | 16h00   | 0-1     | Thừa Thiên Huế     | -    | SHB Đà Nẵng        | 0-1     | 14h00   | 24/1/2015 | Vòng 7  |

| Thư tự | Đội                | Trận | Thắng | Hòa | Thua | Hiệu số | Điểm |
| 1      | Sông Lam Nghệ An   | 8    | 5     | 1   | 2    | 15-8    | 16   |
| 2      | Thừa Thiên Huế     | 8    | 5     | 0   | 3    | 15-9    | 15   |
| 3      | SHB Đà Nẵng        | 8    | 4     | 1   | 3    | 10-13   | 13   |
| 4      | Sanatech Khánh Hòa | 8    | 3     | 0   | 5    | 11-13   | 9    |
| 5      | Bình Định          | 8    | 1     | 2   | 5    | 5-13    | 5    |

### Bảng C
Tất cả các trận đấu đều diễn ra trên Sân vận động Thống Nhất ở Thành phố Hồ Chí Minh.
| Lượt đi | Lượt đi   | Lượt đi | Lượt đi | Trận                  | Trận | Trận                  | Lượt về | Lượt về | Lượt về   | Lượt về |
| ------- | --------- | ------- | ------- | --------------------- | ---- | --------------------- | ------- | ------- | --------- | ------- |
| Lượt    | Ngày      | Giờ     | Tỷ số   | Đội                   |      | Đội                   | Tỷ số   | Giờ     | Ngày      | Lượt    |
| Vòng 1  | 8/1/2015  | 14h00   | 3-1     | Lâm Đồng              | -    | Đăk Lăk               | 3-1     | 14h00   | 22/1/2015 | Vòng 6  |
| Vòng 1  | 8/1/2015  | 16h00   | 0-0     | Thành phố Hồ Chí Minh | -    | Bình Phước            | 3-0     | 16h00   | 22/1/2015 | Vòng 6  |
| Vòng 2  | 10/1/2015 | 14h00   | 1-2     | Đăk Lăk               | -    | Thành phố Hồ Chí Minh | 1-3     | 14h00   | 24/1/2015 | Vòng 7  |
| Vòng 2  | 10/1/2015 | 16h00   | 5-1     | Becamex Bình Dương    | -    | Lâm Đồng              | 6-1     | 16h00   | 24/1/2015 | Vòng 7  |
| Vòng 3  | 13/1/2015 | 14h00   | 1-1     | Lâm Đồng              | -    | Bình Phước            | 1-2     | 14h00   | 27/1/2015 | Vòng 8  |
| Vòng 3  | 13/1/2015 | 16h00   | 0-3     | Đăk Lăk               | -    | Becamex Bình Dương    | 1-5     | 16h00   | 27/1/2015 | Vòng 8  |
| Vòng 4  | 15/1/2015 | 14h00   | 4-1     | Becamex Bình Dương    | -    | Thành phố Hồ Chí Minh | 0-2     | 14h00   | 29/1/2015 | Vòng 9  |
| Vòng 4  | 15/1/2015 | 16h00   | 4-2     | Bình Phước            | -    | Đăk Lăk               | 1-1     | 16h00   | 29/1/2015 | Vòng 9  |
| Vòng 5  | 18/1/2015 | 14h00   | 1-4     | Bình Phước            | -    | Becamex Bình Dương    | 2-2     | 14h00   | 1/2/2015  | Vòng 10 |
| Vòng 5  | 18/1/2015 | 16h00   | 1-0     | Thành phố Hồ Chí Minh | -    | Lâm Đồng              | 1-0     | 16h00   | 1/2/2015  | Vòng 10 |

| Thư tự | Đội                   | Trận | Thắng | Hòa | Thua | Hiệu số | Điểm |
| 1      | Becamex Bình Dương    | 8    | 6     | 1   | 1    | 29-9    | 19   |
| 2      | Thành phố Hồ Chí Minh | 8    | 6     | 1   | 1    | 13-6    | 19   |
| 3      | Bình Phước            | 8    | 2     | 4   | 2    | 11-14   | 10   |
| 4      | Lâm Đồng              | 8    | 2     | 1   | 5    | 10-18   | 7    |
| 5      | Đăk Lăk               | 8    | 0     | 1   | 7    | 8-24    | 1    |

### Bảng D
Tất cả các trận đấu đều diễn ra trên Sân vận động Long An ở Long An.
| Lượt đi | Lượt đi   | Lượt đi | Lượt đi | Trận      | Trận | Trận      | Lượt về | Lượt về | Lượt về   | Lượt về |
| ------- | --------- | ------- | ------- | --------- | ---- | --------- | ------- | ------- | --------- | ------- |
| Lượt    | Ngày      | Giờ     | Tỷ số   | Đội       |      | Đội       | Tỷ số   | Giờ     | Ngày      | Lượt    |
| Vòng 1  | 8/1/2015  | 14h00   | 1-3     | Cần Thơ   | -    | An Giang  | 2-2     | 14h00   | 22/1/2015 | Vòng 6  |
| Vòng 1  | 8/1/2015  | 16h00   | 2-1     | Long An   | -    | Đồng Tháp | 4-1     | 16h00   | 22/1/2015 | Vòng 6  |
| Vòng 2  | 12/1/2015 | 14h00   | 1-2     | An Giang  | -    | Long An   | 2-2     | 14h00   | 26/1/2015 | Vòng 7  |
| Vòng 2  | 12/1/2015 | 16h00   | 6-0     | PVF       | -    | Cần Thơ   | 3-0     | 16h00   | 26/1/2015 | Vòng 7  |
| Vòng 3  | 14/1/2015 | 14h00   | 2-0     | Cần Thơ   | -    | Đồng Tháp | 4-2     | 14h00   | 28/6/2015 | Vòng 8  |
| Vòng 3  | 14/1/2015 | 16h00   | 0-2     | An Giang  | -    | PVF       | 0-3     | 16h00   | 28/6/2015 | Vòng 8  |
| Vòng 4  | 18/1/2015 | 14h00   | 1-2     | PVF       | -    | Long An   | 7-1     | 14h00   | 30/6/2015 | Vòng 9  |
| Vòng 4  | 18/1/2015 | 16h00   | 3-0     | Đồng Tháp | -    | An Giang  | 1-3     | 16h00   | 30/6/2015 | Vòng 9  |
| Vòng 5  | 20/1/2015 | 14h00   | 0-4     | Đồng Tháp | -    | PVF       | 1-5     | 14h00   | 23/6/2015 | Vòng 10 |
| Vòng 5  | 20/1/2015 | 16h00   | 3-0     | Long An   | -    | Cần Thơ   | 2-2     | 16h00   | 23/6/2015 | Vòng 10 |

| Thư tự | Đội       | Trận | Thắng | Hòa | Thua | Hiệu số | Điểm |
| 1      | PVF       | 8    | 7     | 0   | 1    | 31-4    | 21   |
| 2      | Long An   | 8    | 5     | 2   | 1    | 18-15   | 17   |
| 3      | An Giang  | 8    | 2     | 2   | 4    | 11-16   | 8    |
| 4      | Cần Thơ   | 8    | 2     | 2   | 4    | 11-21   | 8    |
| 5      | Đồng Tháp | 8    | 1     | 0   | 7    | 9-24    | 3    |

### Tổng hợp sau vòng loại
- Các đội giành quyền đi tiếp: PVF, Viettel, Long An, Hà Nội T&T, Thành phố Hồ Chí Minh, Thừa Thiên Huế, Becamex Bình Dương và chủ nhà Sông Lam Nghệ An.
- Tổng số bàn thắng: 222 bàn thắng, Trung bình: 2,775 bàn/ trận.
- Tổng số thẻ vàng: 253 thẻ vàng, Trung bình: 3,16 thẻ/trận
- Tổng số thẻ đỏ: 21 thẻ đỏ, Trung bình: 0,26 thẻ/ trận
- Tổng số khán giả: 20470 người, Trung bình: 255,875 người/ trận

## Vòng chung kết

### Bảng A
| Vòng bảng | Vòng bảng | Vòng bảng  | Trận                  | Trận  | Trận                  |
| --------- | --------- | ---------- | --------------------- | ----- | --------------------- |
| Ngày      | Giờ       | Sân        | Đội                   | Tỷ số | Đội                   |
| 12/3/2015 | 15h00     | Sân Vinh   | Sông Lam Nghệ An      | 0 - 2 | Hà Nội T&T            |
| 12/3/2015 | 15h00     | Quân khu 4 | PVF                   | 3 - 0 | Thành phố Hồ Chí Minh |
| 14/3/2015 | 15h00     | Sân Vinh   | Thành phố Hồ Chí Minh | 1 - 2 | Sông Lam Nghệ An      |
| 14/3/2015 | 15h00     | Quân khu 4 | Hà Nội T&T            | 1 - 0 | PVF                   |
| 16/3/2015 | 15h00     | Sân Vinh   | Sông Lam Nghệ An      | 1 - 1 | PVF                   |
| 16/3/2015 | 15h00     | Quân khu 4 | Hà Nội T&T            | 2 - 0 | Thành phố Hồ Chí Minh |

| Thứ tự | Đội                   | Trận | Thắng | Hòa | Thua | Hiệu số | Điểm |
| 1      | Hà Nội T&T            | 3    | 3     | 0   | 0    | 5-0     | 9    |
| 2      | PVF                   | 3    | 1     | 1   | 1    | 4-2     | 4    |
| 3      | Sông Lam Nghệ An      | 3    | 1     | 1   | 1    | 3-4     | 4    |
| 4      | Thành phố Hồ Chí Minh | 3    | 0     | 0   | 3    | 1-7     | 0    |

### Bảng B
| Vòng bảng | Vòng bảng | Vòng bảng  | Trận               | Trận  | Trận               |
| --------- | --------- | ---------- | ------------------ | ----- | ------------------ |
| Ngày      | Giờ       | Sân        | Đội                | Tỷ số | Đội                |
| 13/3/2015 | 15h00     | Sân Vinh   | Becamex Bình Dương | 1 - 2 | Long An            |
| 13/3/2015 | 15h00     | Quân khu 4 | Viettel            | 2 - 0 | Thừa Thiên Huế     |
| 15/3/2015 | 15h00     | Sân Vinh   | Thừa Thiên Huế     | 1 - 4 | Becamex Bình Dương |
| 15/3/2015 | 15h00     | Quân khu 4 | Long An            | 2 - 3 | Viettel            |
| 17/3/2015 | 15h00     | Sân Vinh   | Viettel            | 5 - 1 | Becamex Bình Dương |
| 17/3/2015 | 15h00     | Quân khu 4 | Thừa Thiên Huế     | 2 - 5 | Long An            |

| Thứ tự | Đội                | Trận | Thắng | Hòa | Thua | Hiệu số | Điểm |
| 1      | Viettel            | 3    | 3     | 0   | 0    | 10-3    | 9    |
| 2      | Long An            | 3    | 2     | 0   | 1    | 9-6     | 6    |
| 3      | Becamex Bình Dương | 3    | 1     | 0   | 2    | 6-8     | 3    |
| 4      | Thừa Thiên Huế     | 3    | 0     | 0   | 3    | 3-11    | 0    |

## Vòng bán kết
|  | v        |  |
|  | -------- |  |
|  | Chi tiết |  |

|  |       | Luân lưu 11m |
|  | 1 – 3 |              |

| u19 Hà Nội T&T                                                | 3-2      | u19 Long An                          |
| ------------------------------------------------------------- | -------- | ------------------------------------ |
| Nguyễn Tiến Đạt 44' Nguyễn Hữu Sơn 51' Nguyễn Thành Chung 74' | Chi tiết | Đinh Văn Hùng 86' Dương Anh Tú 90+2' |

## Trận chung kết
|  | v        |  |
|  | -------- |  |
|  | Chi tiết |  |

|                         |       | Luân lưu 11m                                     |  |
| Văn Hoà · Đình Bảo (15) | 4 – 3 | Hữu Sơn (10) · Quang Hải (10) · Thành Chung (18) |  |

## Tổng kết mùa giải
- Đội vô địch: U19 PVF
- Đội xếp thứ Nhì: U19 Hà Nội T&T
- Đồng hạng Ba: U19 Viettel và U19 Long An
- Giải phong cách: U19 PVF
- Cầu thủ ghi nhiều bàn thắng nhất Vòng chung kết: Nguyễn Tiến Linh (11- U19 Becamex Bình Dương - 5 bàn)
- Cầu thủ xuất sắc nhất Vòng chung kết: Nguyễn Hữu Sơn (10 - U19 Hà Nội T&T)
- Thủ môn xuất sắc nhất Vòng chung kết: Nguyễn Thanh Tuấn (1- U19 PVF)